# الزواج بنية الطلاق
الزواج بنية الطلاق هو أن  يتزوج الرجل وهو يضمر في نيته أن يقوم بطلاق من يرغب زواجها بعد فترة معينة، كالمغترب الذي يتزوج وينوي أن يطلق زوجته بعد انتهاء فترة اغترابه، واختلف علماء المسلمين في حكمه، منهم من قال بتحريمه لأنه يشبه زواج المتعة، ومنهم من قال أنه حلال، ولكنه يحرم إذا كان مبني على الغش والخداع. والأكثرون على جوازه.

## حكمه
هناك قولان لعلماء المسلمين، الأول أن الزواج بنية الطلاق: لا يخلو من حالتين: إما أن يشترط في العقد بأنه يتزوجها لمدة شهر أو سنة أو حتى تنتهي دراسته فهذا نكاح متعة وهو حرام، والعقد فاسد. وإما أن ينوي ذلك بدون أن يشترطه، فمذهب الجمهور عدم منعه، والمشهور من مذهب الحنابلة أنه حرام وأن العقد فاسد، لأنهم يقولون: إن المنوي كالمشروط.
والثاني أنه يصح أن يتزوج المرأة وفي نيته أن يطلقها إذا فارق البلد كالغرباء الذين يذهبون إلى الدراسة ونحو ذلك، لأن هذا لم يشترط، والفرق بينه وبين المتعة أن المتعة إذا تم فيها الأجل حصل الفراق شاء الزوج أم أبى، بخلاف هذا فإنه يمكن أن يرغب في الزوجة، وتبقى عنده، وهذا قول ابن تيمية.

### القائلون بجوازه
- قال النووي:[1] «قال القاضي : وأجمعوا على أن من نكح نكاحًا مُطلَّقًا ونيته أن لا يمكث معها إلا مدة نواها فنكاحه صحيح حلال، وليس نكاح متعة. وإنما نكاح المتعة ما وقع بالشرط المذكور. ولكن قال مالك: ليس هذا من أخلاق الناس. وشذ الأوزاعي فقال : هو نكاح متعة ولا خير فيه.»
- قال ابن قدامة:[1] «وإن تزوجها بغير شرط، إلا أن في نيته طلاقها بعد شهر، أو إذا انقضت حاجته في هذا البلد فالنكاح صحيح في قول عامة أهل العلم، إلا الأوزاعي قال: هو نكاح متعة. والصحيح: أنه لا بأس به، ولا تضر نيته، وليس على الرجل أن ينوي حبس امرأته، وحسبه إن وافقته وإلا طلقها.»
- وكذلك قال بالجواز كلا من ابن باز[3] وابن عثيمين.[2]

### القائلون بتحريمه
- قال محمد رشيد رضا:[1] «هذا وإن تشديد علماء السلف والخلف في منع "المتعة" يقتضي منع النكاح بنية الطلاق، وإن كان الفقهاء يقولون إن عقد النكاح يكون صحيحاً إذا نوى الزوج التوقيت ولم يشترطه في صيغة العقد. ولكن كتمانه إياه يعد خداعاً وغشاً. وهو أجدر بالبطلان من العقد الذي يشترط فيه التوقيت الذي يكون بالتراضي بين الزوج والمرأة ووليها.»
- منعت اللجنة الدائمة للإفتاء بالسعودية الزواج بنية الطلاق وقالت:[5] «الزواج بنية الطلاق زواج مؤقت، والزواج المؤقت زواج باطل؛ لأنه متعة، والمتعة محرمة بالإجماع، والزواج الصحيح: أن يتزوج بنية بقاء الزوجية، والاستمرار فيها، فإن صلحت له الزوجة وناسبت له وإلا طلقها، قال تعالى: ﴿فَإِمْسَاكٌ بِمَعْرُوفٍ أَوْ تَسْرِيحٌ بِإِحْسَانٍ﴾»